# Elecciones parlamentarias de Transnistria de 2010
El 12 de diciembre de 2010 se celebraron elecciones parlamentarias en Transnistria . Los 43 escaños del Consejo Supremo de Transnistria estaban disponibles para elección. Transnistria utiliza primero más allá del puesto con 43 distritos electorales de un solo asiento. En preparación para la elección, los límites de los distritos electorales fueron revisados y modificados en septiembre de 2010.

## Observadores internacionales
El Consejo Supremo aprobó una resolución el 27 de octubre para invitar a observadores internacionales a monitorear las elecciones. Los parlamentarios invitaron a los miembros del Consejo de la Federación, la Duma Estatal, la Comisión Electoral de Rusia, la Rada Suprema de Ucrania, el Parlamento de Abjasia, Osetia del Sur, Osetia del Norte-Alania, Artsaj, así como al Parlamento Europeo, la OSCE y el Consejo de Europa.
Los observadores presentes incluyeron representantes de Abjasia, Artsaj, Alemania y Polonia. Según datos oficiales, 22 de los 43 miembros de su parlamento (MP) nacieron en el territorio de PMR, mientras que 4 nacieron en Moldavia, 7 nacieron en Rusia, 6 en Ucrania y 4 no declararon.

## Resultado
Según los resultados, la participación general fue del 43 %, y la circunscripción n.° 11 (ubicada en el distrito de Rîbnița) reportó un 70,1 %, la más alta del país. En este distrito, el fundador del Sheriff, Ilya Kazmaly, arrasó en la votación, siendo reelegido con el 97,85% (también el más alto del país). La participación más baja fue en el Distrito #2 (Bender), con 29.3%.
Los resultados de 42 distritos electorales se anunciaron el 13 de diciembre, con un recuento en curso, en el distrito electoral #27 (en el distrito de Slobozia). La elección aquí fue ganada por Oleg Vasilaty, quien obtuvo el 35,84% de los votos, solo un poco más que el número de votos "contra todos", que fue el más alto del país con un 31,5%.
Según los resultados provisionales, Renovación ganó las elecciones y obtuvo 25 de los 43 escaños del parlamento. Yevgeny Shevchuk , Mikhail Burla y Anatoliy Kaminski , líderes de Renovación, estuvieron entre los (re)elegidos.
El Partido Comunista de Pridnestrovie obtuvo su primer escaño en el parlamento después de que su líder, Oleg Khorzhan , fuera elegido en el distrito electoral #40 (Tiraspol), derrotando a la líder adjunta de Renovación, Olga Gukalenko.
| Candidato | Candidato       | Votos   | % | Escaños | +/–   |
| --- | --------------- | ------- | - | ------- | ----- |
| | Renovación      |         |   | 25      | +2    |
| | PCP             |         |   | 1       | Nuevo |
| | Proriv          |         |   | 1       | Nuevo |
| | Independientes  |         |   | 16      | +15   |
| Votos en blanco | Votos en blanco | 8,810   |   | –       | –     |
| Total | Total           |         |   | 43      | 0     |
| |                 |         |   |         |       |
| Total de votos | Total de votos  | 171,771 | – |         |       |
| Fuente: Renewal, RIA Novosti, Olvia Press Archivado el 3 de noviembre de 2013 en Wayback Machine., Consejo Supremo, CEC y PKP |                 |         |   |         |       |